# Blanchardville
Blanchardville é uma vila localizada no estado norte-americano de Wisconsin, no Condado de Iowa e Condado de Lafayette.

## Demografia
Segundo o censo norte-americano de 2000, a sua população era de 806 habitantes. 
Em 2006, foi estimada uma população de 778, um decréscimo de 28 (-3.5%).

## Geografia
De acordo com o United States Census Bureau tem uma área de 
1,1 km², dos quais 1,1 km² cobertos por terra e 0,0 km² cobertos por água.

## Localidades na vizinhança
O diagrama seguinte representa as localidades num raio de 24 km ao redor de Blanchardville. 